# Coizard-Joches

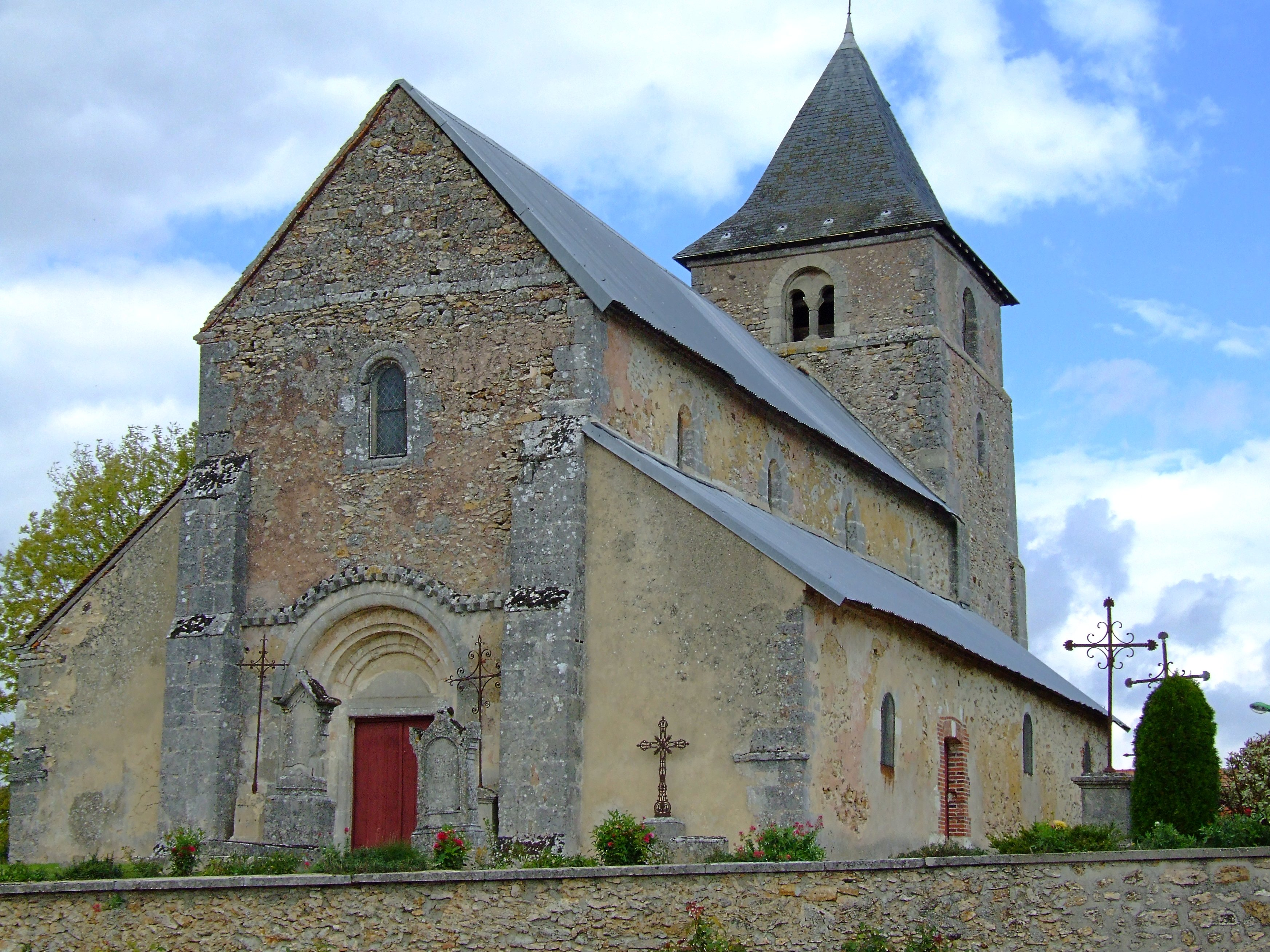
Kerk

Coizard-Joches is een gemeente in het Franse departement Marne (regio Grand Est) en telt 87 inwoners (2009). De plaats maakt deel uit van het arrondissement Épernay.
In 1847 werden de toenmalige gemeenten Coizard en Joches samengevoegd.

## Geografie
De oppervlakte van Coizard-Joches bedraagt 11,3 km², de bevolkingsdichtheid is dus 7,7 inwoners per km².
De onderstaande kaart toont de ligging van Coizard-Joches met de belangrijkste infrastructuur en aangrenzende gemeenten.

## Demografie
Onderstaande figuur toont het verloop van het inwonertal (bron: INSEE-tellingen).